# Rivière Kayakawakamau
La rivière Kayakawakamau est le plus important tributaire de la rivière du Sable dont le courant se déverse successivement dans la rivière Caniapiscau, la rivière Koksoak, puis dans la baie d'Ungava. La rivière Kayakawakamau coule vers le nord dans les territoires non organisés de rivière-Koksoak et Caniapiscau, dans la région administrative du Nord-du-Québec, au Québec, au Canada.

## Géographie
Les bassins versants voisins de la rivière Kayakawakamau sont :
- côté nord : rivière Caniapiscau ;
- côté est : rivière du Sable;
- côté sud : réservoir Caniapiscau ;
- côté ouest : rivière Bras de Fer, rivière Caniapiscau, réservoir Caniapiscau.

La rivière Kayakawakamau coule vers le nord, puis le nord-est, en traversant successivement plusieurs lacs, notamment (à partir de la tête de la rivière) :
- lac Lannes (longueur : 6,3 km ; altitude : 558 m) que la rivière Kayakawakamau traverse sur sa pleine longueur. Il comporte cinq tributaire qui drainent en amont 23 lacs dont l'altitude varie entre 566 m et 643 m.
- lac Druillettes (longueur : 3,7 km ; altitude : 491 m) ;
- lac Weeks (longueur : 6,9 km orienté vers le nord-est ; altitude : 481 m) dont une presqu'île s'avançant de la rive sud-est coupe le lac en deux.

À partir du lac Lanne, la rivière Kayakawakamau coule sur 46,8 km, selon les segments suivants :
- 13,1 km vers le nord, jusqu'à la rive sud du lac Druillettes ;
- 3,7 km vers le nord, en traversant le lac Druillettes ;
- 6,2 km vers le nord, en recueillant les eaux d'une décharge venant du sud-ouest, jusqu'à la rive ouest du lac Weeks ;
- 6,9 km vers le nord-est, en traversant le lac Weeks ;
- 16,9 km vers le nord-est, en recueillant les eaux d'une décharge venant du sud-ouest, jusqu'à son embouchure.

La rivière Kayakawakamau se déverse sur la rive ouest de la rivière du Sable  à 25,4 km en amont de l'embouchure de cette dernière.

## Toponymie
D'origine Naskapis, le toponyme rivière Kayakawakamau signifie la rivière du lac de la plage sablonneuse.
Le toponyme rivière Kayakawakamau a été officialisé le 17 janvier 1985 par la Commission de toponymie du Québec.